# Dům Kalich
Dům Kalich, či Pod Kalichem původně nazývaný Dům pod Bání, je městský dům v Litoměřicích na Mírovém náměstí č. 15/7, jenž na své střeše nese vyhlídkovou terasu – vížku ve tvaru kalicha. 

## Historie
Dům je symbolem utrakvistické orientace stavebníků domu. Jedná se také o výrazný symbol tohoto města. Pozdně gotický dům byl v letech 1570 až 1580 renesančně přestavěn pro zdejší městskou honoraci, rodinu Mrázů z Milešovky. Stavitelem byl vlašský architekt Ambrosio Balli. Později zde sídlil rakouský státní solní úřad, od roku 1655 prakticky až dodnes byl a je dům střídavě v držení státu nebo města Litoměřice. 
V roce 1834 prošel dům empírovou přestavbou, od roku 1877 bylo v přízemí umístěno první litoměřické městské muzeum. Poslední větší stavební úpravy zde proběhly na počátku 50. let 20. století.

## Současnost
- V domě sídlí Městský úřad Litoměřice.
- V průběhu letní turistické sezóny je možné s průvodcem z informačního centra uskutečnit prohlídku vížky, odkud je dobrý výhled město a okolí.